# Acra Metropolitana

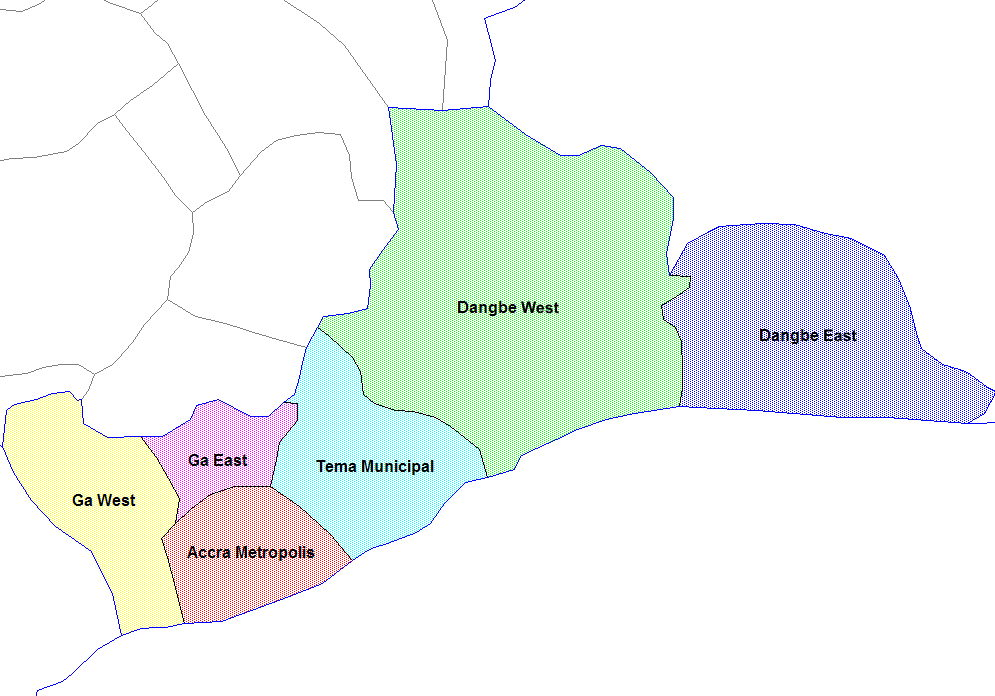
Distritos da Grande Acra

Acra Metropolitana é um dos distritos do Gana localizado na região da Grande Acra. O distrito compreende inteiramente a cidade de Acra, sendo sua capital e a do país. Possui 23,3 quilômetros quadrados de área, e segundo o censo de 2020, havia 555 767 habitantes.

## Ligações Externas
- GhanaDistricts.com
- Acra Metropolitana Área de Informação do Distrito